# Collégiale Saint-Pierre du Dorat
La collégiale Saint-Pierre ou église Saint-Pierre-ès-Liens est une ancienne collégiale située dans la ville du Dorat, en Haute-Vienne, à 12 km au nord de Bellac et 76 km au sud-est de Poitiers. 
Imposante église romane (77 mètres de long et 39 mètres au transept), elle est bâtie en granite gris. Son plan est en croix latine. Sa construction a débuté au XIIe siècle. Elle fut fortifiée au XVe siècle, d’où son caractère massif. Elle a été classée monument historique en 1846.

## Histoire

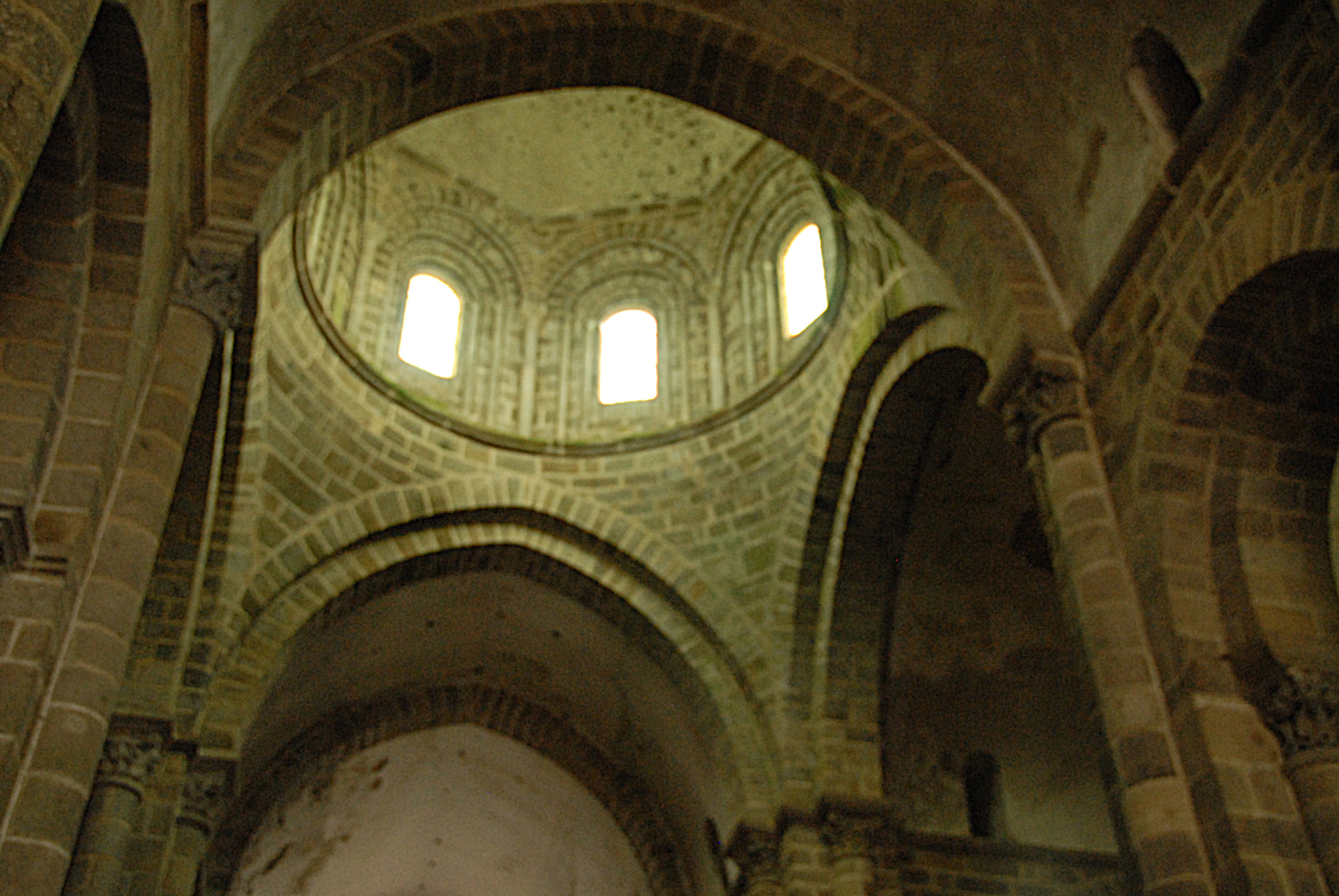
Collégiale Saint-Pierre du Dorat.

En 866 - L'église, le monastère furent saccagés et brûlés par les Normands.
Vers 980 - Boson Ier, dit le Vieux, premier comte de la Marche, installe le chapitre du Dorat avec ses vingt chanoines dont Esther Foucault, doyen du chapitre du Dorat en 987.  
En 1013 - Un nouvel incendie est allumé par les habitants de Magnac-Laval, commandés par Étienne de Muret, baron de Magnac, lors d'une guerre entre Bernard, comte de la Marche et Hugues de Lusignan.
En 1063 - Consécration d'une nouvelle église.
En 1080 - Nouvel incendie
En 1107 - Conflit entre le chapitre du Dorat et la comtesse Almodis.
En 1112 - Les chanoines ouvrent un important chantier.
Le 27 janvier 1130, les corps de saint Israël et saint Théobald sont levés de terre et transportés en procession dans la collégiale. Ces reliques sont exposées sur les autels pour être vénérées par les fidèles. Enfin, elles sont descendues dans la crypte, où les attendent deux tombeaux en granit, travaillés avec soin et piété, par un tailleur de pierre nommé Legros. Le chœur et la crypte sont consacrés. 
Jusqu’en 1170, vont se succéder des campagnes de travaux qui ajouteront la nef, la façade, le clocher du transept.
En janvier 1482, le roi Louis XI confirma sa protection royale, en ratifiant les privilèges de l'église par lettres patentes.
En 1659, par une ordonnance de monseigneur de La Fayette, évêque de Limoges, les ostensions dorachonnes furent autorisées dans le cadre des ostensions limousines septennales. Elles n'ont été suspendues qu'une seule fois en 1799.
L'édifice est classé au titre des monuments historiques en 1846.

## Architecture

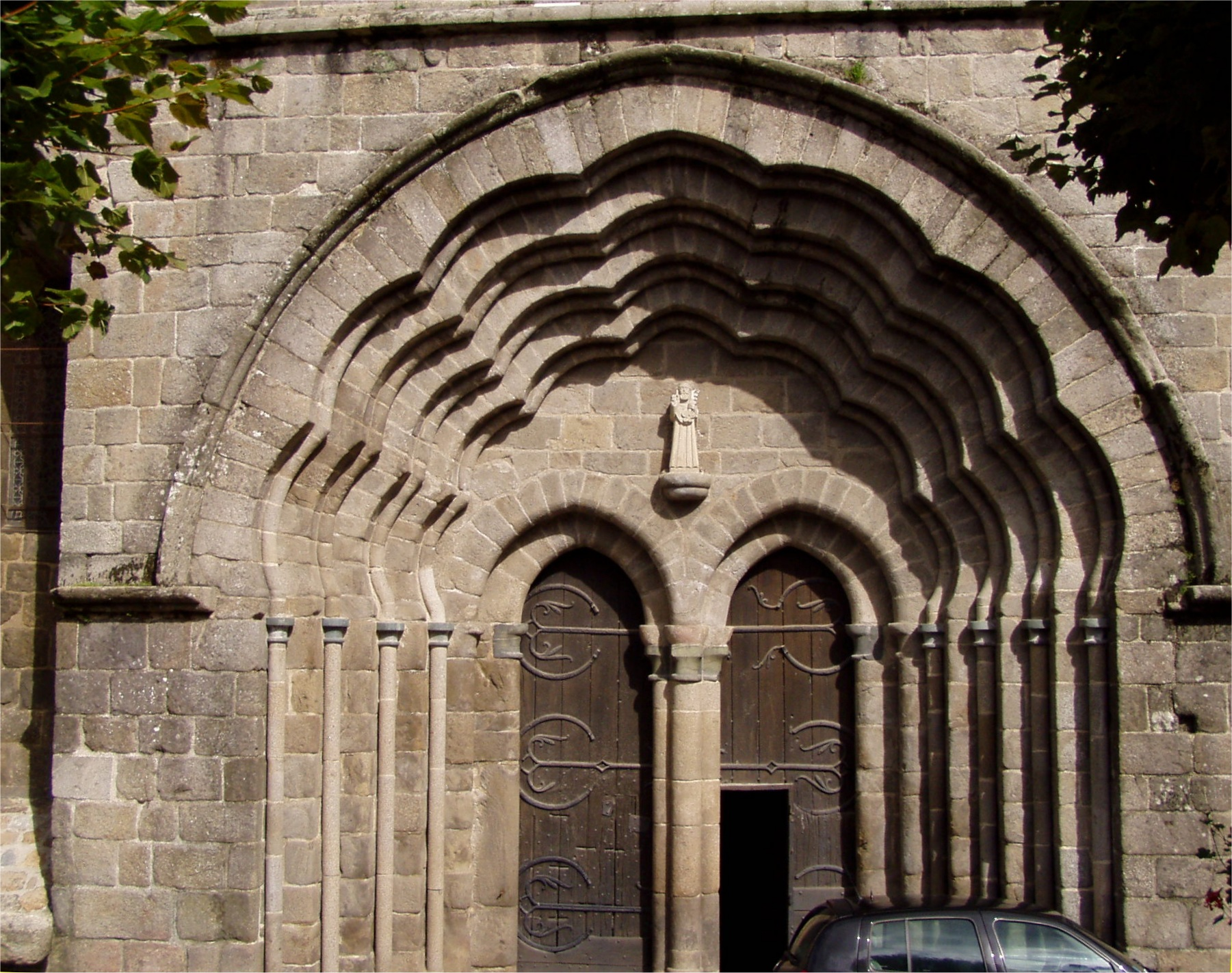
Le portail de l'église.

- La tour date de la fortification de l’église au XVe siècle, réalisée en même temps que les remparts de la ville. Elles subirent beaucoup de dégâts en 1507. Il ne reste que la tour de défense (Tour Notre Dame), dressée sur la chapelle axiale du chevet, et dotée d'archères et d'échauguettes qui sont supportées par des masques sculptés appartenant primitivement à la tour romane.

- Le clocher du transept apparaît entièrement conique au premier coup d'œil, pourtant plus de la moitié de sa hauteur est constituée par trois étages verticaux à peine en retrait. Les proportions respectives et surtout leurs décors prolongent jusqu'au toit de l'église la dynamique des obliques supérieures. À la base, les fenêtres en plein cintre forment une puissante colonnade portante, implantée sur la ligne de crête des toits, comme sur un horizon. Le deuxième étage aveugle correspond  à la coupole intérieure. Le troisième étage s'étire vers le ciel. Ses baies en plein cintre sont refendues par des colonnettes médianes qui imposent leur verticalité et font pressentir le gothique. À 60 mètres au-dessus du sol, veille le grand ange en cuivre doré datant du XIIIe siècle, haut de 1,30 m reposant sur une boule de 36 cm de haut, encastré sur la pierre du sommet de la flèche.

- Le portail Ouest est polylobé, témoignant d'une influence mozarabe, cela apporte une note gaie à la sévérité de la façade.

- L'escalier monumental de douze marches, allusion au nombre des apôtres, permet de découvrir d'un seul coup d'œil la nef et le chœur. On remarque que l'axe du chœur s'infléchit un peu sur la droite, ce qui résulte des légères déviations que l'on constate dans les murs des bas côtés dans la 4e travée et qui marquent une reprise des travaux.

- La nef s'élève à 17 mètres et compte 5 travées voûtées en berceau brisé. Elle est percée de baies d'aération donnant sur les combles. Les bas-côtés anormalement larges pour cette région 2,50 m à 3 m, sont aussi très élevés. Les grandes arcades qui séparent la nef des bas-côtés, ont une partie de 6 m, cela a été rendu possible par la grande résistance du granit.

- La croisée est située sous une coupole à tambours ajourée de huit fenêtres. La tour-lanterne, est voûtée d'une coupole octogonale qui culmine à 26,60 m. Un oculus à 8 pétales en occupe le centre. La lumière pénètre par les baies de plein cintre que relie par une arcade continue une triple moulure limousine. La chapelle du transept nord est le baptistère, sa cuve est monolithe, côtelée et dominée par une statue de saint Jean Baptiste. La chapelle du transept sud est appelée "Chapelle des Saints". Les deux sarcophages en granit qui ont recouvert les reliques des saints Israël et Théobald y sont placés.

- Le transept est profond et porte sur chaque bras une absidiole. Deux marches séparent la nef du transept.

- Le chœur se compose de deux travées. La première, droite, est voûtée d'un berceau cantonné entre deux doubleaux sur colonnes engagées. La seconde travée semi-circulaire est voûtée en cul de four. Les colonnes prolongent leur envolée par des arcs surélevés. Leurs espacements irréguliers sont calculés pour mettre en valeur l'arcade centrale. Les chapiteaux de ces colonnes sont parmi les plus beaux de la collégiale. Le chœur, surélevé, comprend un déambulatoire orné de trois chapelles rayonnantes, deux d'entre elles contiennent les châsses de saint Israël et saint Théobald.

- Les colonnes des chapelles ont de beaux chapiteaux de calcaire blanc dans la partie nord, de granit dans la partie sud (petits lions, beaux masques d'hommes lions adossés à tête de tunique). Les sculpteurs ont tiré parti du granit extra dur de la région. On trouve des motifs végétaux, des palmettes et rinceaux très fouillés, des animaux adossés mordant les jambes d'un homme qui a la tête renversée, des masques.  Dans la partie nord du déambulatoire, les chapiteaux sont en calcaire blanc. Sur le portail, saint Pierre et dans le transept, les chapiteaux sont en serpentine verte (pierre volcanique de la région). Dans la nef, sur les quatrième piliers, des petites colonnes montent à mi-hauteur et portent des chapiteaux de granit.

- La crypte date du XIe siècle. On y accède par le bras droit du transept. Elle s'étend sous le chœur, et marque très probablement le point de départ de la collégiale. Son plan se superpose avec celui de l'ensemble chœur, déambulatoire qui se trouve à l'étage supérieur. Dédiée à sainte Anne, elle contenait les sarcophages reliquaires de saint Israël et saint Théobald que les fidèles pouvaient vénérer directement de l'église à travers trois ouvertures maintenant obturées. La chapelle centrale est renforcée par quatre colonnettes. À proximité de l'autel, une piscine eucharistique, sorte de colonne en granit où l'on versait l'eau des ablutions de la messe. Le déambulatoire voûté en berceau légèrement brisé, est séparé de la nef centrale par un mur de près de deux mètres d'épaisseur, reposant sur une banquette et percé de cinq baies. Les chapelles sont voûtées en cul de four. Seule la chapelle du centre présente un dallage, le reste du sol est en terre battue. La déclivité du sol extérieur a permis à la crypte, d'accéder au jour par sept ouvertures en plein centre.

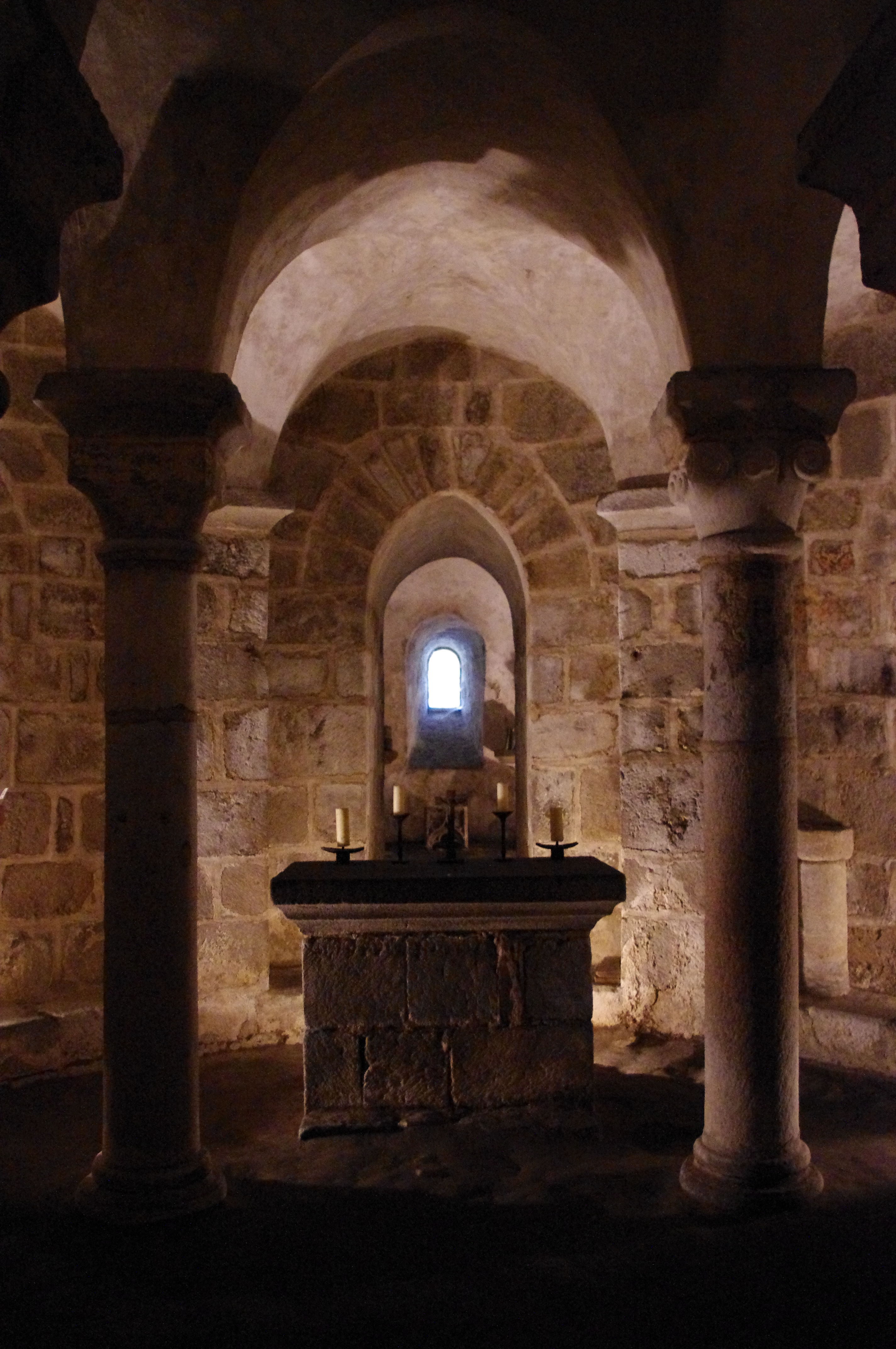
Chœur et autel de la crypte.

## Mobilier
- La grande cuve baptismale carolingienne, qui se trouve au fond de la nef, est en granite rose monolithe, de forme rectangulaire. La face postérieure est arrondie pour épouser la forme du mur ou de la niche dans laquelle elle était incrustée. Aucun endroit de la collégiale ne lui convenant, elle est donc antérieure. Le grand côté ouest est sculpté de deux lions opposés dos à dos, dont les queues se terminent en palmette. Ces queues feuillues sont symbole de fécondité. La tête du lion de gauche, placée dans l'angle, est commune à un lion sculpté sur le côté nord. De semblables lions sculptés se retrouvent dans la chapelle de Charlemagne à Aix-la-Chapelle. Le côté sud est percé d'un orifice circulaire pour l'évacuation de l'eau. Sa hauteur est de 68 cm, sa longueur de 167 cm, sa largeur de 152 cm, et sa profondeur de 40 cm. Le trou d'évacuation des eaux en bas, la feuillure pour un couvercle sur le dessus, les dimensions, tout indique qu'il s'agit d'une cuve qui servait aux baptêmes par immersion.

- Les orgues : la partie instrumentale de cet orgue de chœur est un témoin quasi intact de la facture d'Aristide Cavaillé-Coll, facteur d'orgues à Paris. C'est grâce aux libéralités d'une riche famille du Dorat que la collégiale s'est à nouveau trouvée dotée d'un instrument, ainsi que l'atteste une plaque au-dessous de la plate-face centrale du buffet : « Cet orgue a été donné l'an 1876 par M. et Mme Robert du Dorat, bienfaiteurs insignes de cette église ». Il fut restauré en 1962 et classé en 1978.

- L'autel, œuvre de Philippe Kaeppelin (1973), est placé sur un dallage comprenant cinquante dalles de granits aux joints à la chaux. Il comprend quatre cadres de bois latté extrêmement résistant, recouverts d'une épaisse feuille de plomb battue sur la pierre. La table d'autel est une épaisse plaque d'ardoise d'Angers de 3 cm. d'épaisseur, soutenue par deux piliers intérieurs. Il est surmonté d'une croix suspendue, et à proximité un Christ de chêne couvert d'une feuille de cuivre, réalisée par le sculpteur Gubellini (1961).

- Les châsses des saints du XVIIe siècle sont bois doré. Elles contiennent les restes des saints protecteurs du Dorat saint Israël. et saint Théobald. Elles reposent sur des stèles de granit avec un entourage en fer forgé, en médaillon des émaux de Georges Magadoux (1967).

- Deux vitraux sont installés dans les chapelles du transept en 1870. Jusqu’alors, les 60 fenêtres étaient fermées par des murets aveugles ou de simples vitres. De 1881 à 1885, 36 autres vitraux sont installés. Dans cet ensemble, dominent les grisailles, les bordures colorées et les médaillons légendaires.

- Une statue de saint Pierre de plâtre avec le pied droit en bronze. Il est sur son trône, en train de bénir les fidèles d'un geste de la main droite.

- Les quinze stations du chemin de croix en terre cuite sont réparties sur les murs des nefs latérales. Ce chemin de croix est l'œuvre de Félix Oudin (1962)